# Museu Engenheiro Ruy Tedesco
O Museu do Sport Club Internacional - Ruy Tedesco, ou apenas Museu do Inter, é um museu brasileiro, localizado no estádio Gigante da Beira-Rio, na avenida Padre Cacique 891, no bairro Praia de Belas, em Porto Alegre. É aberto ao público de terças a sábados, das 10h às 12h e das 13h30 às 18h.
Seu acervo é composto por taças, troféus, flâmulas, indumentária, atas, livros de registro de partidas, fotografias e diversos objetos que contam a história do Sport Club Internacional. Outro produto que o Museu do Inter oferece é a Visita Colorada, tour em que o visitante ou torcedor pode conhecer o Estádio Beira-Rio nos seus mínimos detalhes, passando desde as arquibancadas até o vestiário onde as equipes se preparam para as partidas.
O nome do museu foi dado em homenagem ao engenheiro Ruy Tedesco, presidente da Segunda Grande Comissão de Obras do Gigante da Beira-Rio de 1965 até a sua inauguração em 6 de abril de 1969.
Durante os seu 12 primeiros meses de funcionamento, o museu recebeu mais de 73 mil visitantes. Até dezembro de 2017 o Museu do Inter teve 252.367 visitantes, com uma média de 31.546 visitantes por ano.
Durante as obras de reformulação do Estádio Beira-Rio para a Copa do Mundo FIFA de 2014, o Museu ficou fechado, reabrindo no dia 17 de dezembro do mesmo ano.

## Histórico
No dia 6 de abril de 2010 foi inaugurado o Museu do Inter, moderno espaço onde os sócios e torcedores colorados podem entrar em contato com a história do clube de formas nunca antes exploradas por clubes de futebol no Brasil. Seis anos depois, contamos um pouco desta trajetória e destacamos a importância do Museu do Inter para o clube. O Museu do Inter já nasceu como uma referência: até a sua inauguração, nenhum clube de futebol do país possuía um local de guarda e exposição parecido com o do Colorado. Sua estruturação buscou referências no Museu do Futebol, em São Paulo, e em museus de clubes europeus, como Barcelona e Real Madrid, objetivando tornar-se também uma referência no cenário nacional. Desde sua inauguração, o Museu do Inter sediou e participou de diversos eventos, foi palco de programas esportivos, reuniu diversos jogadores de diferentes gerações e foi inclusive premiado internacionalmente.
No ano de 2010, o Museu do Inter recebeu o Cinefoot, festival de cinema relacionado à temática do futebol, com exibições de curtas e longas-metragens, o qual também leva estes filmes para diversos locais do Brasil e do mundo. O Museu também foi palco dos programas Arena SPORTV e SPORTV News, com audiência em todo o país. No ano de 2011, o Museu foi palco do lançamento dos uniformes da temporada, bem como participou de uma série de eventos na área museológica: a Primavera dos Museus, a Semana dos Museus e o Seminário Ibero Americano de Investigação em Museologia, este último em Madrid, são alguns exemplos de eventos que o Museu se fez presente. Visando aproximar o torcedor colorado da história do clube, inclusive a que está sendo feita a cada rodada, o Museu também transmitiu jogos, como o confronto entre Inter e Barcelona pela Copa Audi de 2011. Por todas estas atividades e pelo seu pioneirismo, o Museu do Inter foi agraciado com o Apex Gold Award em Las Vegas, ainda no mesmo ano.
Cabe ressaltar que o Museu do Inter não é uma mera sala de troféus. Nele, o torcedor consegue remontar desde os primórdios do clube, em 1909, até o momento atual. Lá estão presentes os irmãos Poppe, o surgimento das cores do clube, do escudo, do Saci, do Celeiro de Ases – seu hino; estão também a Ilhota e a Várzea, primeiros campos do Inter, a Chácara dos Eucaliptos e o Estádio dos Eucaliptos, predecessores do Gigante da Beira-Rio; o Rolo Compressor, o Rolinho, o magnífico time dos anos 70 que conquistou o Octacampeonato Gaúcho e os três títulos brasileiros; a equipe que ganhou o mundo em 2006; tudo isto se faz presente nos 1200m² de exposição, onde o torcedor colorado e os demais amantes do futebol dividirão o espaço com as esculturas de Carlitos, Tesourinha, Figueroa e Manga, as quais revivem as jogadas mágicas daqueles que representam; além de tudo isso, terminais com todas as partidas e jogadores do clube podem ser consultados; ali, a história do Inter fica nas mãos dos colorados. Atualmente o Museu do Inter conta ainda com uma exposição que traça a trajetória do Futebol de Mulheres do clube: a revogação do decreto que proibia a prática do esporte por mulheres em 1979, a formação do time em 1983, as principais conquistas, as principais expoentes da equipe, suas descontinuidades e a retomada em 2017.
Além de suas exposições de longa duração e temporárias, o Museu do Inter oferece a Visita Colorada, serviço que leva os torcedores de todo o país ás entranhas do Estádio Beira-Rio. Em um passeio com duração média de uma hora, o torcedor conhece o Gigante como jamais visto. Além de suas arquibancadas, já conhecidas dos dias de jogo, a experiência contempla ainda o Memorial Fernandão Eterno, o Centro de Imprensa Mário Sérgio Pontes de Paiva, os vestiários, a Zona Mista que dá acesso ao gramado e como ponto alto o próprio gramado do estádio escolhido como o mais bonito da Copa do Mundo FIFA de 2014.
O Museu do Inter conta atualmente com uma equipe de profissionais divididos em quatro setores: Acervo, Educativo/Visita Colorada, Pesquisa Histórica e Administração. O setor de Acervo é o que tem a tarefa de preservar os tesouros do Museu do Inter, além de ser responsável por todos os procedimentos legais e técnicos para o recebimento de novos objetos, e da higienização e conservação das peças que chegam e das que já estão no Museu. O setor Educativo/Visita Colorada é responsável por todas as atividades que envolvem o público do Museu, desde oficinas e mediações dentro da exposição, até a Visita Colorada propriamente dita. Este setor é a cara do Museu do Inter e é normalmente o que o público tem mais contato. Já o setor de Pesquisa Histórica é responsável por documentar as partidas disputadas pelo clube, pesquisar histórico das peças do Acervo, criar textos históricos para divulgação no site do clube, redes sociais do Museu e exposições.

## Ruy Tedesco[13]
O personagem que dá nome ao Museu do Inter é o engenheiro Ruy Almirante Augusto Tedesco. Natural de Bento Gonçalves (5 de dezembro de 1921), concluiu o equivalente ao atual nível médio no Colégio Estadual Júlio de Castilhos em Porto Alegre. Ingressou na Escola de Engenharia da Universidade do Rio Grande do Sul (atual Universidade Federal do Rio Grande do Sul – UFRGS) em 1943 e como estagiário no Departamento Nacional de Obras e Saneamento em 1944 onde era chefiado por Telmo Thompson Flores. Ambos fizeram parte, mais tarde, da Comissão Técnica da Primeira Grande Comissão de Obras do Estádio Beira-Rio.
Com o falecimento de José Pinheiro Borda (26 de abril de 1965), presidente da Primeira Grande Comissão de Obras, o engenheiro Ruy Tedesco foi alçado ao cargo de presidente da Segunda Grande Comissão de Obras do Estádio Beira-Rio no mesmo ano. Pinheiro Borda teve seu nome eternizado como nome oficial do estádio que ajudou a construir. Já Ruy Tedesco levou ao fim a grande obra que tanto orgulha os torcedores colorados, sendo homenageado com seu nome no Museu do clube

## Acervo
O museu conta com um espaço de 1.200 metros quadrados entre exposição e demais setores. No início há uma linha do tempo que traduz a história do time ao longo do seu primeiro centenário, como por exemplo, a sua fundação, seus títulos e os espaços onde aconteciam os jogos: desde o campo da Rua Arlindo, passando pelo Campo da Várzea e Chácara dos Eucaliptos, até sua primeira casa própria - o Estádio dos Eucaliptos e o Gigante da Beira-Rio.[3]
Dialogando com o primeiro módulo, existem dois módulos contando a trajetória da lendária equipe do Rolo Compressor e do seu sucessor, o Rolinho, seguido por esculturas de Tesourinha e Carlitos, ícones do Rolo entre os anos 40 e 50.
Um dos espaços interativos do Museu do Inter é a Arquibancada, onde são exibidos diversos filmes sobre a história do clube além de partidas históricas. Neste espaço, com capacidade para 100 pessoas, ocorrem também eventos diversos, como as sessões do Cinefoot de 2010 ou mesas-redondas de debate sobre temas diversos que permeiam a sociedade brasileira. Outro espaço interativo é o “Eu na foto”, onde o torcedor pode tirar uma foto levantando o troféu de grandes conquistas do clube ao lado dos ídolos que as conquistaram.
Na sequência o torcedor se depara com a nova era pós-inauguração do Beira-Rio: o Octacampeonato Gaúcho jamais igualado, os títulos nacionais e as conquistas internacionais – amistosas e oficiais. Um espaço nobre guarda a memória do Futebol de Mulheres do clube, contando sua trajetória com todas as rupturas e continuidades, além de homenagear grandes jogadoras que marcaram a história do clube.
O chamado "Museu do Torcedor", localizado dentro do Museu do Inter é outro diferencial do local. Dentro desse espaço há objetos que relembram momentos marcantes dos torcedores com o time. Para isso, o acervo possui livros, bandeiras, discos, carteiras dos primeiros sócios e até mesmo o drone utilizado para filmar a reforma do estádio do Beira-Rio.

## Ingressos
O Museu do Inter é o único clube do país a garantir acesso gratuito para os sócios do clube. Além disso são garantidas todas as gratuidades e meia-entradas dispostas na legislação vigente. Confira: www.internacional.com.br/servicos/museu. A entrada inteira custa R$ 20,00.
Já a Visita Colorada custa R$ 50,00 e acessa o Museu do Inter, sala de conferência, vestiário visitante, túnel de acesso e beira do gramado do Estádio Beira-Rio. Da mesma forma que no museu, os sócios são isentos de pagamento.